# Beatrice Cenci (film 1910)
Beatrice Cenci è un cortometraggio muto del 1910 diretto da Ugo Falena.

## Trama
Beatrice Cenci è una nobile romana costretta fin da piccola a rimanere in un monastero femminile.
Dopo essere uscita di lì la ragazza è costretta a sposare suo padre Francesco che la violenta in continuazione. Beatrice non potrà neanche condurre una vita migliore dopo l'omicidio del padre organizzato da lei perché verrà processata e decapitata.